# Yuksek International Fruct
Yuksek International Fruct este o companie care deține monopolul importului de legume și fructe în România.
Compania face parte din holdingul Sahin din care mai fac parte încă două firme, Yuksek International Transport (transport internațional de mărfuri) și Yuksek International Construct (construcții), deținut de cetățenii turci, de origine kurdă: Yuksek Sahin și Ecevit Pașa, împreună cu Abbas și Ayhan Sahin - frații lui Yuksek Sahin.

## Înființarea
Firma a fost înființată în anul 2003 având ca obiect principal de activitate importul de legume și fructe direct de la producătorii din U.E. precum și din alte țări ale lumii.

## Depozituri
Inițial, capacitatea de depozitare a fost 2000 mp. În toamna anului 2004 a fost finalizată construcția unui nou depozit în comuna Ștefăneștii de Jos cu o suprafață de circa 20.000 mp și o dotare care oferă condiții moderne de depozitare și ambalare, încărcare - descărcare legume și fructe.
Această firmă are în dotare tiruri și camioane pentru transport intern și internațional de ultimă generație, refrigerate. Firma dispune de tunele de înaltă tehnologie pentru coacerea bananelor, cu o capacitate de 6000 baxuri pe zi, linie proprie de ambalare și depozite cu atmosferă controlată pentru legume și fructe, toate ultramoderne. În prezent firma are peste 250 de angajați specializați în toate domeniile de activitate.

## Activitate
În anul 2008 firma a avut o cifră de afaceri de peste 21 milioane euro (peste 85 milioane lei).
Firma a avut o evoluție spectaculosă pe piața de legume și fructe din România ajungând de la o pondere de 5 - 7% în 2004 la circa 35% în 2009.
În prezent are în calitate de clienți permanenți cele mai mari marketuri și supermarketuri din România.

## Controverse
Compania a fost acuzată în presă de evaziune fiscală de aproximativ 107 milioane euro anual, precum și de conexiuni în lumea politică românească până la cel mai înalt nivel al statului.